# Emil Lessing

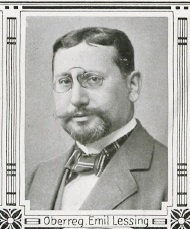
Emil Lessing im Jahr 1904

Emil Lessing (* 6. Mai 1857 in Berlin; † 1. November 1921 ebenda) war ein deutscher Schauspieler, Theaterleiter und Regisseur.
Am 16. März 1895 wurde Emil Lessing zweiter Regisseur bei Otto Brahm. 1896 führte er dort am Deutschen Theater Regie bei Hauptmanns Florian Geyer (UA 4. Januar) und Schnitzlers Freiwild (UA 3. November). Hauptmanns Roter Hahn, am 27. November 1901 – mit Max Reinhardt als Schuster Fielitz besetzt – gleichsam als Fortsetzung des Biberpelzes uraufgeführt, wurde kein Erfolg. Am 22. Oktober 1904 führte Emil Lessing den Florian Geyer im Lessingtheater mit größerem Erfolg als 1896 auf. Ebenfalls 1904 hatte er kurz zuvor – am 24. September – die Tragikomödie Traumulus von Arno Holz und Oskar Jerschke auf die Bühne des Lessingtheaters gebracht.
1914 bis 1915 war Emil Lessing Intendant der Berliner Volksbühne.